# Apseudes paulensis
Apseudes paulensis är en kräftdjursart som beskrevs av Silva-brum 1971. Apseudes paulensis ingår i släktet Apseudes och familjen Apseudidae. Inga underarter finns listade i Catalogue of Life.